# Heritiera trifoliolata
Heritiera trifoliolata är en malvaväxtart som först beskrevs av Ferdinand von Mueller, och fick sitt nu gällande namn av André Joseph Guillaume Henri Kostermans. Heritiera trifoliolata ingår i släktet Heritiera och familjen malvaväxter.

## Underarter
Arten delas in i följande underarter:
- H. t. angustifolium
- H. t. macrophyllum